# Masahide Ōta
Masahide Ōta (大田昌秀, Ōta Masahide) fou un acadèmic i polític japonés que exercí com a quart governador democràtic d'Okinawa entre els anys 1990 i 1998. Com a professor a la Universitat de les Ryūkyū, Ōta va escriure diversos llibres de referència, principalment sobre la batalla d'Okinawa i les relacions bilaterals entre el Japó i els Estats Units d'Amèrica després de la Segona Guerra Mundial. Després de deixar la docència, va ser elegit governador d'Okinawa i fou conegut per la seua forta oposició a les bases militars dels EUA a Okinawa i contra el govern japonés de llavors.

## Orígens i formació
Masahide Ōta va nàixer el 12 de juny de 1925 a l'illa Kume, a l'arxipèlag d'Okinawa, dins d'una familia que va haver d'emigrar durant la Segona Guerra Mundial. Va fer estudis a la Facultat de Magisteri d'Okinawa i, durant la Batalla d'Okinawa va ser enrolat al Cos Imperial de Sang i Ferro un grup de xiquets-soldat depenent de l'Exèrcit Imperial Japonès on molts dels seus companys van morir en la batalla. En acabar la batalla Ōta va passar uns mesos amagat abans d'entregar-se i rendir-se. Posteriorment, va llicenciar-se en filologia anglesa a la Universitat de Waseda i va fer un màster en periodisme a la Universitat de Syracuse, a Nova York.
Ja a l'any 1958 va esdevindre professor a la Universitat de les Ryūkyū on va ser cap del Departament de Ciències Socials i més tard Degà de la Facultat de Dret i Lletres. Va publicar vora 45 llibres en japonés i anglés. La seua obra es basà principalment en el paper d'Okinawa a les relacions entre el Japó i els EUA, l'ocupació militar nord-americana del Japó després de la segona guerra mundial i la batalla d'Okinawa.

## Arribada a la política
El març de 1990 Ōta va deixar el seu treball a la universitat i el novembre del mateix any fou elegit governador d'Okinawa a les eleccions de 1990, derrotant així a l'aleshores governador durant quasi 12 anys, Junji Nishime, de centre-dreta. La seua campanya electoral es centrà en dur la pau a l'illa mitjançant el desmantellament de les bases militars de l'exèrcit dels Estats Units d'Amèrica. També s'oposà a l'aleshores projecte de llei per a la donació de tropes japoneses per a les missions de pau de l'Organització de les Nacions Unides. Ōta es va distinguir per la seua aferrissada defensa dels interesos d'Okinawa front l'exèrcit nord-americà i el govern central japonés. No obstant això, després d'haver resultat electe no va poder acomplir els punts centrals del seu programa. Les seues peticions per a debatre sobre l'ocupació militar estatunidenca amb les autoritats dels EUA van ser rebutjades sota el pretext que qualsevol conversació tindria lloc entre els estats estatunidenc i japonès. Un any després, el 1991, va haver de signar, en contra seua, uns acords de lloguer que permetien a les bases militars la utilització de terres privades. Aquesta incoherent mesura no va agradar gens al seu electorat.
El febrer de 1995 els informes de Washington preparats pel professor de Harvard Joseph S. Nye indicaven les intencions de desplegar més de 100.000 soldats nord-americans al Japó i Corea del Sud. El 4 de setembre del mateix any, tres militars estatunidencs van violar a una xiqueta de 12 anys; fet que provocà una sèrie de noves protestes contra les bases militars. Ōta considerà aquests fets com un obstacle per a la pau a Okinawa. Entre els anys 1996 i 1998 va treballar activament per a establir unes relacions cordials amb els Estats Units. El 8 de setembre de 1996 organitzà un referèndum segons els resultats fou l'oposició a las bases militars d'un 60% de l'electorat. El 10 de juliol del mateix any, Ōta va apl·lar al Tribunal Suprem del Japó per a reassentar algunes bases al Japó continental. Ara si, com a governador va rebutjar les sol·licituds de les forces armades estatunidenques que demanaven estendre el lloguer per a la utilització de terres privades. Aquest fet va provocar un conflicte entre el govern prefectural i central i va fer que el darrer esmenara les lleis que atorgaven al governador el vet en aquests documents.
Gràcies als esforços d'Ōta, campanyes massives com la de l'Associació de Dones d'Okinawa Contra la Violència Militar que organitzà una manifestació al passeig marítim de Ginowan el 21 d'octubre de 1995, comptaren amb la participació de vora 85.000 persones. Els governs del Japó i els Estats Units van crear de manera conjunta el Comitè d'Acció Especial sobre Okinawa per a la resolució dels problemes derivats i el 1996 acordaren el tancament o la reubicació de diverses bases militars, com ara la de Futenma, que es troba al centre urbà de Ginowan. No obstant això, actualment (2021), encara no s'ha dut a terme aquest compromís degut a diversos problemes. L'any 1995 inaugurà a la ciutat d'Itoman un monument en honor a les més de 200.000 víctimes de la batalla d'Okinawa, soldats nord-americans inclosos.

## Govern del Japó i retir
L'any 1998 Keizō Obuchi va substituir a Ryūtarō Hashimoto com a Primer Ministre del Japó. Obuchi va donar suport al candidat del Partit Liberal Democràtic (PLD), Keiichi Inamine, com a successor d'Ōta al càrrec. En aquella època, els governs del Japó i EUA el consideraven "una de les espines més groses" per a les relacions diplomàtiques entre els dos països. Inamine, primogènit del propietari de Petròlis Ryūkyū, Ichirō Inamine, va dur a terme una exitosa campanya electoral on, en lloc d'atacat frontalment a Ōta, declarava que les propostes i polítiques d'aquest eren irreals. El mateix any el govern central va reduir els subsidis i plans d'ajuda a Okinawa, el que provocà un 9,2% d'atur en agost d'aquell any. Inemine va prometre reactivar la situació laboral amb els seus contactes al govern central i els cartells de campanya duien el lema "9,2%", mentres que els cartells d'Ōta duien "Oquinauencs, no vengau la vostra ànima". Finalment, Masahide Ōta va perdre els comicis amb el 46,9 percent dels vots, mentres que Inamine va alçar-se amb la victòria amb el 52,1 percent dels vots.
Poc després, l'any 2001, Ōta va resultar elegit com a membre de la Cambra de Consellers del Japó pel Partit Socialdemòcrata (PSD). Va romandre al càrrec fins a l'any 2007, quan deixà la política activa. L'any 2013 va fundar a Naha l'Institut d'Investigació de la Pau Internacional d'Okinawa. L'any 2017 es va fer públic que Ōta havia estat nominat al Premi Nobel de la Pau. Masahide Ōta va morir el dia del seu 92é aniversari, el 12 de juny a un hospital de Naha, després de patir pneumònia i un fallada respiratòria. Després de la seua mort, el Secretari General del Gabinet Yoshihide Suga va dir d'Ōta que era "un individu que abordà enèrgicament els problemes bàsics d'Okinawa i el desenvolupament d'aquesta en un moment convuls".